# میخائیل دوگالیوک
میخائیل دوگالیوک (روسی: Михаил Джаванчирович Довгалюк؛ زادهٔ ۳ ژوئن ۱۹۹۵) شناگر اهل روسیه است.
وی در مسابقات کشوری و بین‌المللی در مجموع برندهٔ ۱ مدال طلا، ۶ مدال نقره، ۱ مدال برنز شده‌است.